# 経済成長理論
経済成長理論（けいざいせいちょうりろん、英: economic growth theory）は、国民経済もしくは世界経済の経済成長についての動態、その要因の分析、説明、を行うマクロ経済学の一分野。マクロ経済学の主要分野であり、ロバート・ソロー、ロバート・ルーカス、チャリング・クープマンスなど、当分野を研究した多数の経済学者がノーベル経済学賞を受賞している。

## 概要
数学モデルを用い、経済成長に関する考察を導き、説明を行うことがその主たる内容になっている。なお、経済成長の測定は計量経済学の分野に属し、制度、政策的な要因も考慮して開発途上国の経済成長を分析する分野として開発経済学が存在する。また、過去の経済成長の要因の分析は経済史の一分野で、特に計量経済学や経済成長論の諸理論を多用する経済史研究を指して数量経済史と呼ぶことがある。

## 経済成長理論の歴史
数学モデルを多用した現在の経済成長理論はジョン・フォン・ノイマンやフランク・ラムゼイのモデルを起源としている。それ以前の時代、19世紀の終わりから20世紀の初頭の議論は少ないが、それ以前の時代を中心に経済成長に関する考察自体は、古くから行われている。

### アダム・スミス以前
最初に経済成長に注目したのは、経済学の父であるアダム・スミスをさかのぼること100年ほど前の重商主義者者であった。彼らは、国家の経済が発展したり衰退したりするということを明確に認識し、経済が成長する要因について考察をはじめた最初の人々である。
もっとも、重商主義者の議論は自らが行った商業を中心に構築され、貨幣ストックを国家の富と考える発想であった。またこの議論においては、労働者は消費活動を行ったり富を享受する主体ではなく、生産の一要素のように認識されていた。
こういった誤謬から抜け出し、現代的な経済成長、すなわち富をフローの概念で捕らえ、その増加量を経済成長として捕らえたのは最初の人物としてはリチャード・カンティロンを挙げることができる。彼は、土地と労働により構成される二部門の均衡モデルを構築した。

### スミス以降の成長理論
アダム・スミスはカンティロンのモデルを元に、土地と労働、資本による成長モデルを議論している。有名な分業の話に見られるように、彼は技術進歩による経済成長を考慮した。また啓蒙思想の影響を受けたスミスは、従来の思想家が食料を購入して労働力を再生産する生産主体として扱った農民や工場労働者を地主や貴族階級と同様、富を享受(消費)する対象として考察した。スミスはイギリスが目覚しい経済成長を遂げていることに注目したが、技術革新の終焉や土地の制約により成長が止まるものと考えていた。
スミス以降の経済成長の理論について考察した思想家としては、デヴィッド・リカード、ジョン・スチュアート・ミル、カール・マルクス、などを挙げることができる。リカードは土地の限界生産性、機械による技術革新といった点を考慮して、緻密な考察を行った。リカードの考察は、技術革新が賃金の低下をもたらすという結論を導いた点で悲観的であった。ミルの考察もリカードの考察を踏襲したものであるが、経済成長は、高い文化水準を謳歌する理想郷としての経済の停止状態に行き着くと論じた点で大きく異なっていた。
マルクスの考察は、リカードの影響を受けたものであったが、その分析はかなり拡大されていた。資本論の中で、彼は再生産表式というものを提示したが、これは多部門の成長理論の最初のものの1つであった。彼は長期の安定的成長の実現は難しく、それが資本主義経済の恐慌の原因になること、利潤率が長期には低下傾向にあることを示した。考察の対象は当時の経済学の水準からすると広範囲であったために、彼の成長理論は不完全なものに留まったが、後に森嶋通夫やポール・サミュエルソンによって再検討が行われている。
マルクス以降、限界革命以降の経済学者はアルフレッド・マーシャルの若干の修正を除けば成長理論について言及をあまり行わなかった。19世紀後半の非主流の歴史学派の議論や20世紀初頭のヨーゼフ・シュンペーターの議論は注目に値するが、主たる成長理論は次に示すような新古典派、ケインズ派の経済成長理論として改めて発展することになった。

## 主要な経済成長理論

### ハロッド・ドーマーモデル
ロイ・ハロッドとエブセイ・ドーマーにより1930年代から40年代にかけて発表されたモデル。経済の自律的な安定を確保する難しさを例示するなど、ケインズ経済学の影響を強く受けた経済成長モデルである。いわゆる動学理論とよばれるものである。
このモデルの一番の特徴は、投資の生み出す供給能力と、需要それぞれの増加量とが安定的に調和するような保証経済成長率  (資本の増加率)が、完全雇用をもたらすような自然経済成長率 (労働力の増加率)と別個に規定され、その関係が自律的に均衡に向かわないと仮定することにある。両者の不均衡は慢性的な経済の停滞やインフレを導くもとと結論づけられた。安定的な成長率の実現は非常に困難で、ナイフ・エッジの均衡とも呼ばれる。また、保証成長率は貯蓄率に影響するものと定義された。
ハロッド・ドーマーモデルは、前提が硬直的であるために、ソロー・スワンモデルと同様、成長理論の雛型として教科書で登場する他は、そのまま議論の道具として用いられることは現在では少ない。
尚、保証経済成長率＝貯蓄率Ｘ資本の生産性（生産1単位を増やすのに必要な資本の量をあらわす資本係数の逆数）となる（ハロッド・ドーマーの基本方程式）。

### ソロー・スワンモデル
ロバート・ソロー、トレイヴァー・スワンが1956年に提唱した成長モデルの1つ、生産関数の考え方、その導き出す結論が新古典派の思想に共通することから、新古典派成長モデルとも呼ばれる。
基本的なアイディアは、資本の増加が人口増加を上回った際に、資本1単位あたりの生産効率がだんだん下がる(資本量が2倍になっても生産は2倍にはならず、1-2倍の範囲内に収まる)ために、資本の増加量が鈍化し、人口増加率に追いつき、逆に人口増加が資本の増加を上回った場合には資本1単位あたりの生産効率が上昇するために資本増加率は人口増加率に追いつくというものである。一時的なショックにより資本と人口の増加率が乖離しても、長期的な資本の増加は人口増加率に収束し、資本をより効率的に使えるような新技術の登場がない限りは一人当たりの国民所得は増加しないという結論を導いた。
成長理論の雛型として教科書に登場する非常に簡単なモデルであるにもかかわらず、依然として経済成長の分析に多用されている。最も良くみられる分析は、経済成長の要因を資本、労働、技術進歩の各要因に分解することである。こうした分析は、アラモビッツやソローによって始められた、成長会計と呼ばれる手法である。技術進歩率は経済成長を資本と労働の寄与で説明した残りとして求められるため、ソロー残差と呼ばれることもある。
このモデルの欠点は、技術進歩と貯蓄率が外生的に与えられていることで、これを改善するために次に示すようなモデルの展開を導いた。

### フォン・ノイマンの多部門成長モデル
フォン・ノイマンが1937年に発表した経済成長モデル。新古典派成長モデルの基となったラムゼイのモデルが1部門の経済成長モデルであるのに対し、各種の財の生産、投資がなされる現実の経済に即したモデルの構築が行われた。
多部門モデルは、第二次世界大戦後、サミュエルソン、森嶋らの努力によって改良が加えられた。サミュエルソンの見出したターンパイク理論はとりわけ有名な発見である。

### 内生的成長モデル
1980年代ころから盛んに研究が行われるようになったモデルで、従来の成長モデルが技術進歩の要因を説明できなかったのに対し、技術進歩を経済活動の成果として取り込んだ事が大きな特徴である。Romer 1986が契機となり、内生的成長理論が発展していった。
環境経済学や医療経済学、教育経済学の成果である拡張された資本理論を取り入れつつ、発展を続けている。